# 德拉戈米雷什蒂-瓦萊鄉
44°28′N 25°56′E / 44.467°N 25.933°E
德拉戈米雷什蒂-瓦萊鄉（羅馬尼亞語：Comuna Dragomirești-Vale, Ilfov），是羅馬尼亞的鄉份，位於該國南部，由伊爾福夫縣負責管轄，面積37平方公里，海拔高度93米，2007年人口4,145，人口密度每平方公里112人。